# AH-1眼鏡蛇直升機

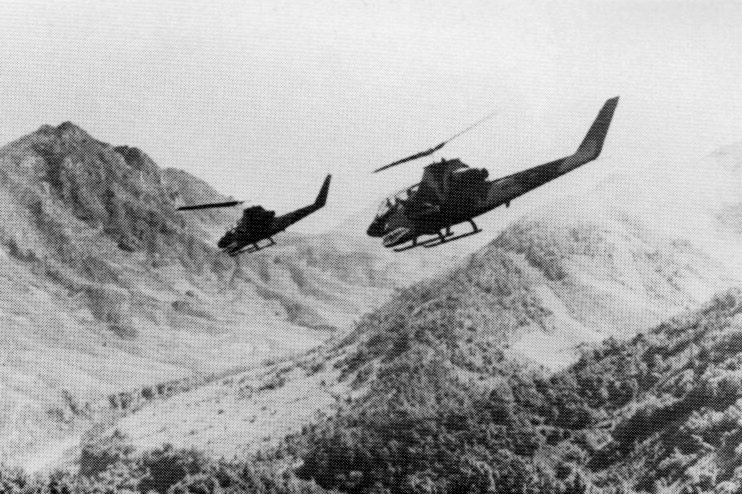
1971年，越戰的藍山719行動中，美國陸軍的AH-1G眼鏡蛇攻擊直升機於寮國沙拉灣省上空作戰

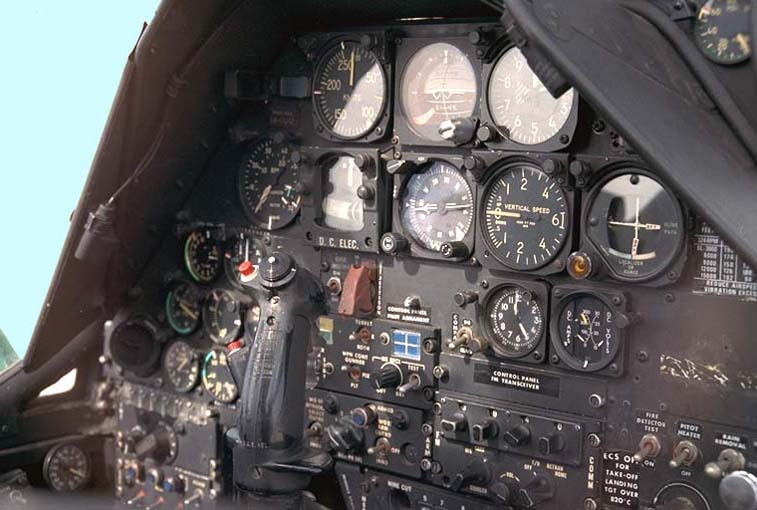
最初AH-1的儀表板還是傳統指針為主的類比式操作

AH-1眼鏡蛇是一款由貝爾直升機公司所製造的攻擊直升機。AH-1的發動機、傳動和旋翼系統與UH-1易洛魁相同。因型号不同而有許多稱号，如：休伊眼鏡蛇（HueyCobra）、海眼鏡蛇（SeaCobra）、超級眼鏡蛇（SuperCobra）、W眼鏡蛇、蝰蛇（Viper）、Z眼鏡蛇或蛇（Snake）。
AH-1是美國陸軍首款專門設計的攻擊直升機，起初用於在越戰護航UH-1運輸兵力，但1980年代後期已經被火力更強的AH-64阿帕契取代了。但升級版的AH-1通用性高，受陸軍以外的軍種重用（見AH-1Z），還繼續在美國海軍陸戰隊、伊朗空軍、以色列空軍、日本陸上自衛隊、中華民國陸軍和其他許多用戶國服役。

## 開發

### 背景

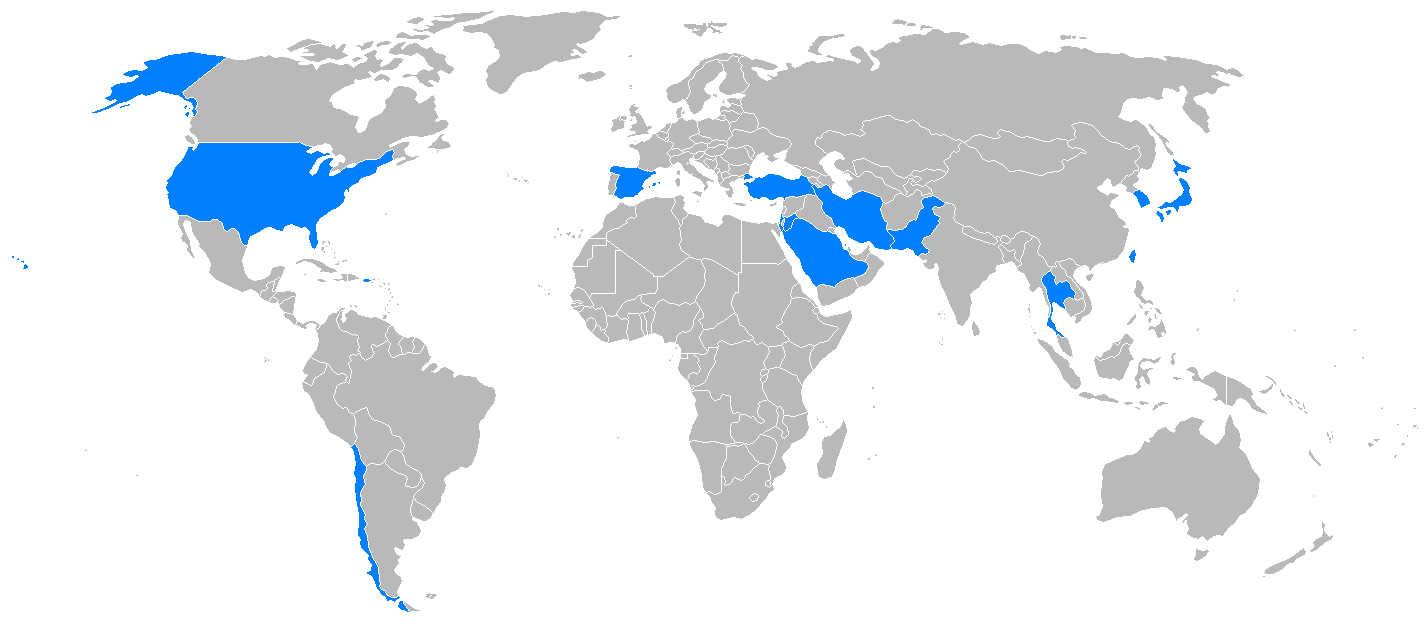
AH-1系列使用國

貝爾AH-1的開發與貝爾UH-1（現代直升機鼻祖、越南戰争的标志而且現在還在被廣泛使用）是分不開的。
貝爾公司的XH-40原型機首飛日期為1956年10月22日，同年便以HU-1A的編号進行量産。編号中“HU”來自與著名的綽号“休伊”，但1962年美國把編号換了個順序，改成了現在為人所知的“UH-1”。UH-1使空中騎兵理論（美軍新戰術的名稱，即廣闊地域的高機動戰術）得以實現。與以前不同的是，這些直升機不進行長時間作戰，也不堅守崗位。美軍的戰術是使用一群裝載着士兵的“休伊”飛越一大片地區，由他們自行決定時間和地點去戰鬥。美軍很快意識到沒有任何武裝的UH-1運輸直升機無法将友軍部隊運送到指定地點，在降落之前需要用猛烈炮火清除在該地區的越共及北越部隊。
在1962年，一小群武裝UH-1開始執行為CH-21運輸直升機護航的任務，但是當時惡劣的戰場環境使這些武裝直升機無法發揮有效作用，而且在雙方交火之前它們無法首先開火。
美軍在越南戰争中越來越廣泛的介入開創了戰争的一個新紀元：空中打擊。美國陸軍的核心戰術便是直升機的應用，對這些直升機的保護變得至關重要。

### Bell 207蘇族侦察兵
1962年12月，貝爾公司開始了一項私人性質的研究，為的是給在越南的美國軍隊提供一種新型武裝直升機。這種直升機将會保護那些運輸直升機，而且會将自己的作戰性能發揮到極緻。貝爾的第一種設計是圍繞着一架改進後的OH-13直升機進行的，最終結果是「蘇族偵察兵」（Sioux Scout）直升機，首飛日期為1963年7月。
所有現代武裝直升機的關鍵部分都在「蘇族偵察兵」中體現出來了，這些部分包括串聯式座艙，帶有武器挂架的短翼，和機鼻下部的旋轉炮塔。美國陸軍對它的測試是在1964年早些時候進行的。這種直升機給陸軍留下了深刻的印象，但是它也被認為太小，動力不足，不精良，而且在實戰中易受損壞。

### 先進空中火力支援系統（AAFSS）
「蘇族偵察兵」的短缺使美國陸軍開始尋求一種“先進空中火力支援系統（Advanced Aerial Fire Support System，縮寫AAFSS）”。
為達到AAFSS的要求，洛克希德公司研發了AH-56夏延，這是一種重型直升機。後來它被證明野心过大，複雜而且昂贵。10年後即1972年，這個計劃被中止。AH-56夏延計劃發展了相關技術，而且示範了一些令人印象深刻的性能，但是沒能成為一款實用的武裝直升機。它突出了對于武裝直升機很重要的一點：只有速度，靈活性和武器的正确組合才能使它們存活下來。

### 209型

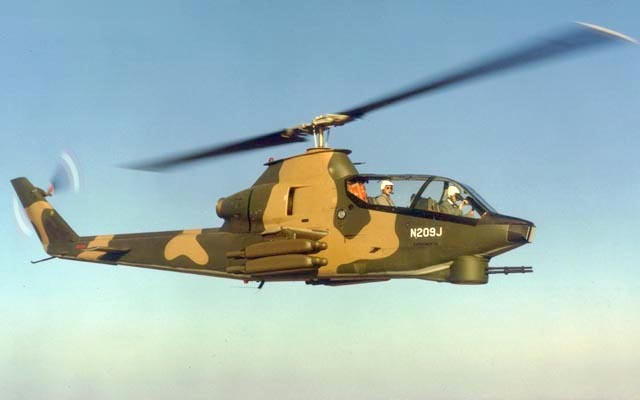
貝爾 209型。

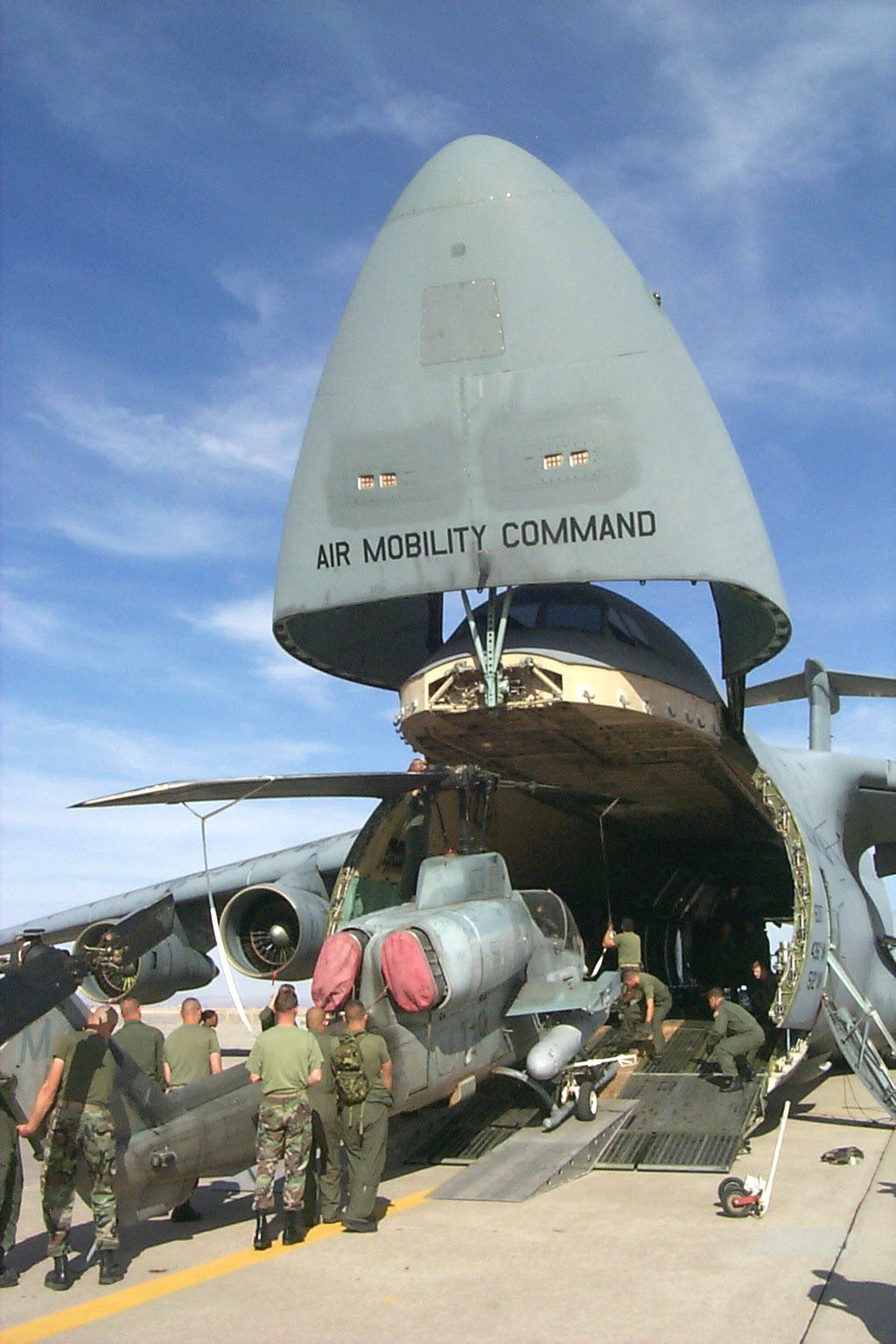
AH-1可以由C-5銀河運輸機空運部署到前線。

尽管陆军倾向于AAFSS项目——贝尔直升机公司没有被选中参与竞争——但该公司坚持自己的想法，即开发更小更轻的武装直升机，并指出洛克希德公司在开发旋翼机方面没有什么经验，还正确地预测（洛克希德）会遇到很大的困难。  贝尔公司的雇员Mike Folse在开发这种新的武装直升机中发挥了关键作用，他有意以现有的UH-1为基础，理由是，虽然陆军不能在没有正式设计竞赛的情况下购买全新设计的直升机，但能够采购已经在其库存中的飞机的改进型，而绕过这个障碍。这一举措很快就得到了贝尔公司高级管理团队的认可。
1965年1月，贝尔公司决定投资100万美元来进行这一概念的详细设计。贝尔公司将成熟的变速器、UH-1C的 "540 "旋翼系统和稳定控制增强系统（SCAS）以及UH-1的T53涡轮轴发动机与“苏族侦察兵”的设计理念相结合，推出了209型。它在很大程度上类似于 "易洛魁勇士 "的模型，特别是在其驾驶舱和尾翼上；从总体的外观来看，新的设计和UH-1之间的共同点相对较少。尽管209型的大部分主要外观元素，如尾翼和大部分动态系统都是相同的。大约80%的部件采用现有的UH-1零件。
1965年9月3日，贝尔公司推出了209型原型机，4天后进行了首飞，这距离项目的启动仅有8个月，并且略低于预算。  大约20名美国陆军官员见证了这次首飞，在此之前，陆军对项目的存在一无所知，并迅速引起了政府的关注。据报道，美国国防部长罗伯特·麦克纳马拉在早期一次试飞时也到场进行了热情的访问。贝尔公司在项目的这个阶段声称，生产单位可以在一年内准备好投入生产 。
随着越南战争的进行，美军面临的不断增加的压力，形势越来越有利于209型。到1965年6月底，已经有5万名美国地面部队部署到在越南，而对美军的攻击也越来越多。 1965年也是AAFSS选型的最后期限，但该计划将陷入技术困难和政治争吵中。美国陆军需要一个用于越南的临时武装直升机，它向五家独立的公司提出了提供快速解决方案的要求。提交的方案包括波音公司的ACH-47A、卡曼公司的HH-2C战斧、Piasecki Aircraft公司的16H探路者、西科斯基公司的S-61和贝尔公司的209。
1966年4月，贝尔公司的产品在与其他对手的直升机的评估中取得了胜利。美国陆军迅速签署了第一份生产合同，最初订购了110架飞机。 到年底，快速增加的后续订单达到累计500架。贝尔公司在UH-1的 "休伊 "绰号上加上了 "眼镜蛇"，为209型起了 "休伊-眼镜蛇 "的绰号。而陆军将 "眼镜蛇 "用来命名AH-1G直升机。贝尔209验证机在接下来的六年里被用来测试武器和设备的配合。该验证机的另一个用途是参与营销活动。在1970年代初，它也被改装成与AH-1批量生产标准一致。示范机退役后被送到肯塔基州诺克斯堡的巴顿博物馆，并被大致改装成的最初的原貌。

### 交貨
1967年6月，第一批AH-1G“休伊眼鏡蛇”被送達。它們一開始的編号為UH-1H，但是攻擊直升機的專用編号“A”迅速地被采納了。當改進後的UH-1D成為UH-1H時，“休伊眼鏡蛇”成為了AH-1G。
貝爾公司在1967年到1973年之間一共為美國陸軍制造了1,116架AH-1G眼鏡蛇直升機。眼鏡蛇在越南一共執行了超過了1百萬小時的任務。

## 使用情形

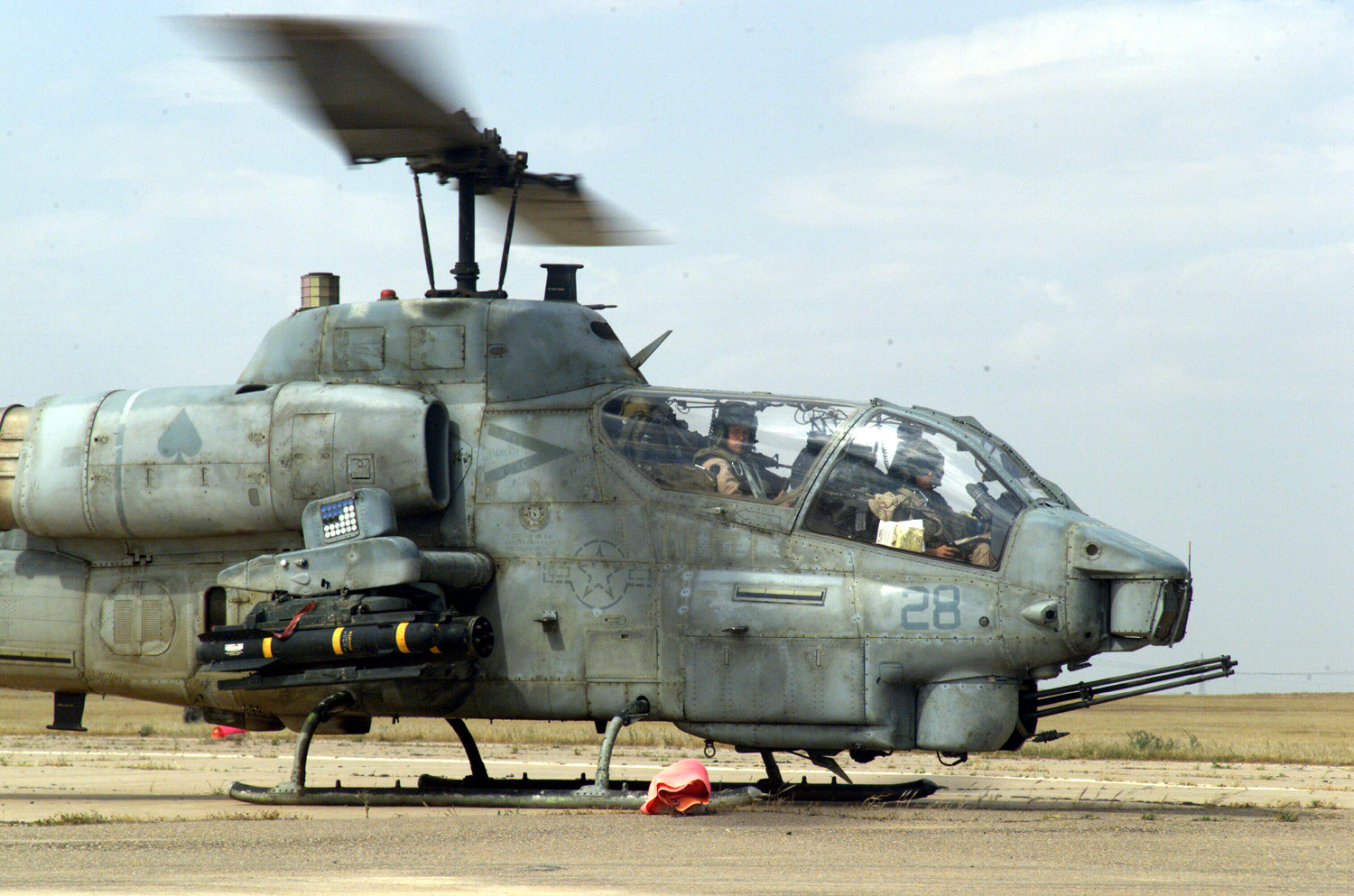
伊拉克戰争中一架美國海軍陸戰隊的AH-1W超級眼鏡蛇正在加油。

### 操作
AH-1眼鏡蛇比AH-64阿帕契容易維護，在船甲板上佔用面積較小，因此仍然在海軍陸戰隊服役。它的主要用途是攻擊裝甲目标及火力支援。眼鏡蛇狹窄的正面使其比較難被攻擊而擁有防守優勢。

### 作戰經驗
美國陸軍在1968年新春攻勢中使用AH-1眼鏡蛇，直到越戰結束。在入侵格林納達中，眼鏡蛇在島上執行支持海軍陸戰隊的任務。
在海灣戰争中，眼鏡蛇和海眼鏡蛇被分配執行支持任務。大約78架海軍陸戰隊的眼鏡蛇執行了1273架次任務，沒有作戰損失，只有一架在非作戰損失。
眼鏡蛇直升機在第五次中東戰争中被以色列空軍廣泛用于破壞叙利亞裝甲目标和防禦工事。以色列空軍的眼鏡蛇摧毀了許多裝甲戰車，包括許多蘇聯新型T-72主戰坦克。
兩伊戰争中，伊朗AH-1J海眼鏡蛇參加了與伊拉克Mi-24的幾次空戰。戰果上存在争議。R.M.Brady少校在一篇叫"AH-1W空戰機動訓練"的文檔中提出"伊朗AH-1J與伊拉克MI-8和MI-24直升機發生交戰，未經證實的消息來源稱伊朗取得了10:1的戰果。此外，伊朗AH-1與伊拉克固定翼飛機也發生過交戰"。其他的說法則稱在8年的沖突中，伊朗共損失了10架AH-1J，伊拉克則損失了6架Mi-24。伊朗的AH-1J經過了自行改裝後至今仍在服役。1988年，兩架由前蘇聯飛行員駕駛的Mi-23在長時間的空中糾纏後擊落了兩架進入阿富汗西部領空的伊朗AH-1J。
AH-1仍在美國軍隊中服役，尤其在正在持續的伊拉克沖突中。在以色列空軍服役的AH-1S"Tzefa"（צפע）獲得了非常良好的評價。

### 舊型眼鏡蛇報廢

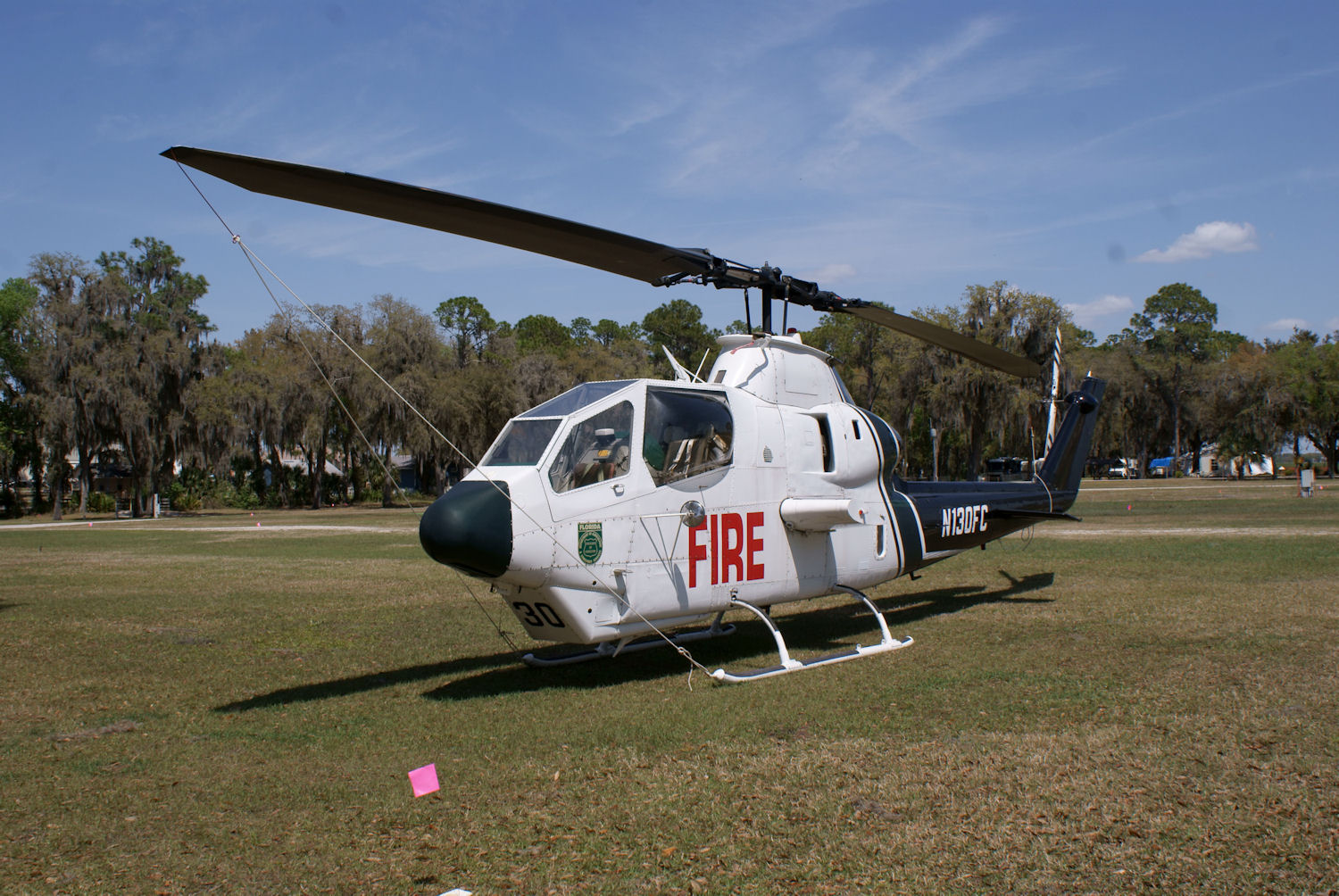
已被使用的佛羅里達州林務局的滅火型眼鏡蛇

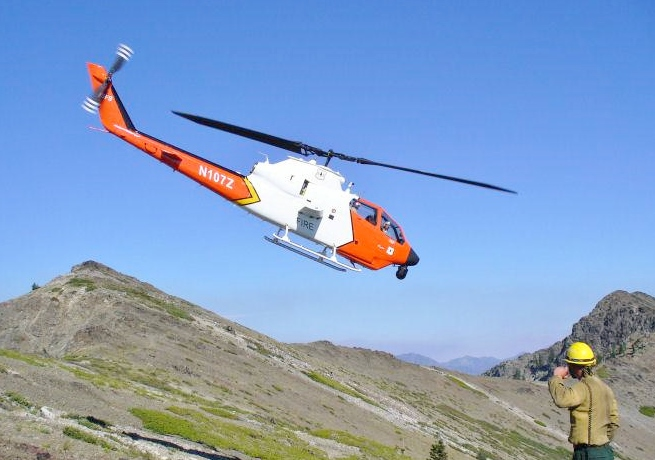
加州林務局的滅火型眼鏡蛇出動

2004年11月美國陸軍偵察／攻擊直升機項目經理Crabb表示，於1999年9月退役的一批老舊眼鏡蛇，陸軍正在向外國客戶、博物館和國內機構大規模處理舊的AH-1攻擊直升機，有62架拆卸掉軍用部分的“眼鏡蛇”送給了美國民間機構，這些飛機翻修後用於滅火任務。另已經分別向以色列、巴林、巴基斯坦和約旦輸出過一批。泰國、土耳其也購去一批據信是當作零件機，剛開始時共有454架“眼鏡蛇”待處理，現剩下113架（2004），其中約40架還能飛，其他可以當零件機，若是無法販售則將當廢鐵處理。
紅牛飛行表演隊(The Flying Bulls)也有一架AH-1F作為飛行表演。

### 蝰蛇（Viper）重大改進案

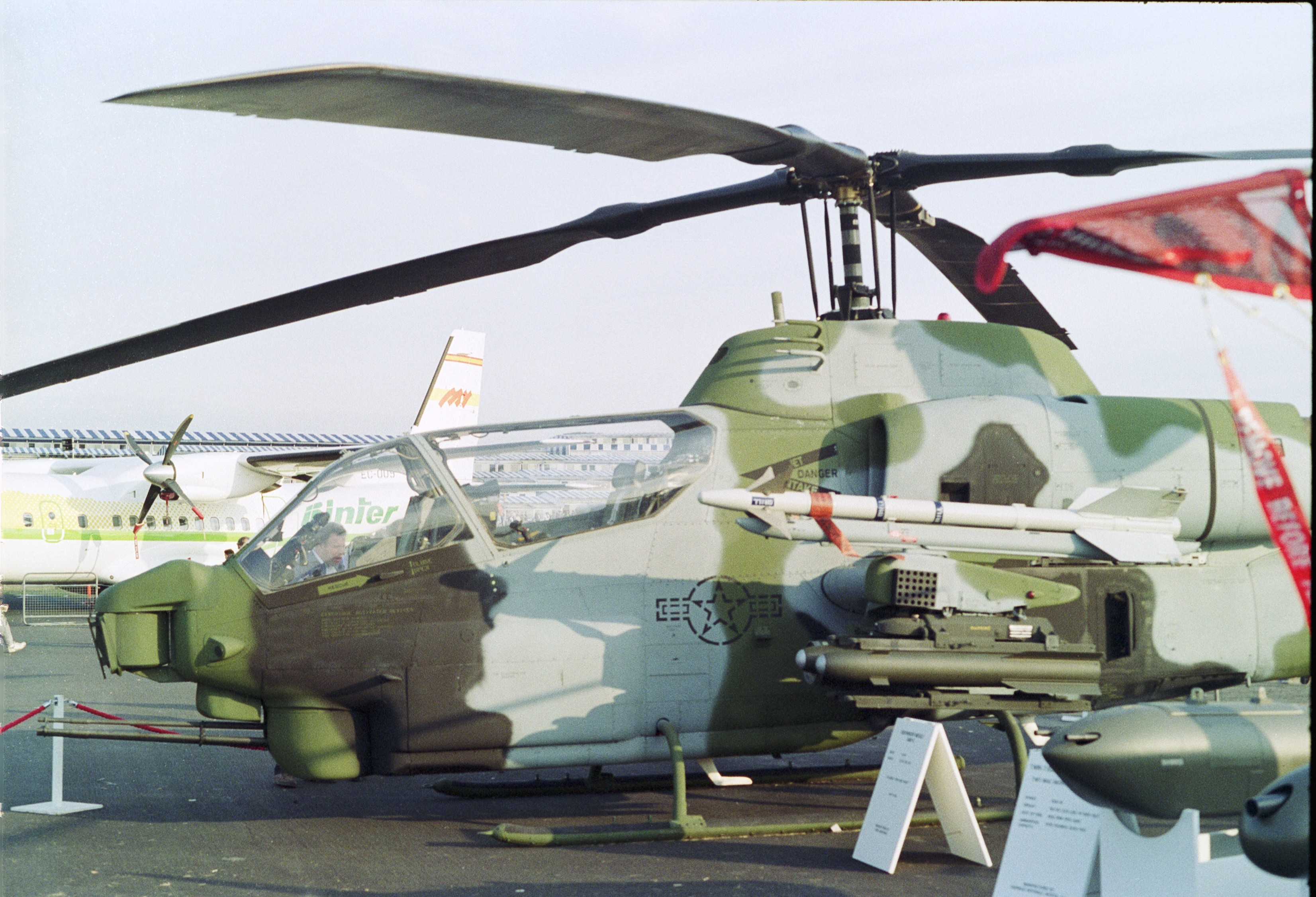
4刃型的AH-1W，它是在1990年的法茵堡航空展展表現出

AH-1Z蝰蛇（Viper）直升機是AH-1升級眼鏡蛇計劃的21世紀產物，將在2020年為美國海軍陸戰隊提供超過280架的新蝰蛇。AH-1Z蝰蛇在貝爾Textron飛行研究中心正式推出，各方面均大幅度加強，說是超越了AH-64阿帕契的新飛機也不為過。蝰蛇的第一架原形機（代號Z1）已於2000年12月7日在德州福特沃斯研究中心完成了首飛。
最明顯的就是新型4槳葉旋翼與兩槳葉旋翼系統相比，振動可減70％，提高飛行速度，擴大飛行包線，改善高溫、高原性能和大幅減小旋翼振動和噪音，這對戰場上尤其重要，因為許多直昇機被埋伏攻擊都是因為先被聽到了旋翼的大噪音。最大起飛重量可增加約1000公斤，故能搭載更多飛彈。
- 2002年6月法國泰萊斯公司擊敗以色列艾爾比特系統公司，為AH-1Z蝰蛇和UH-1Y毒液提供頭盔瞄準具。泰萊斯公司將提供540個“頂級鷹”（TopOwl）型頭盔瞄準具，類似產品為歐洲“虎”式武裝直升機也採用可提供熱成像夜視圖像和飛行控制信息，機炮塔等武器系統也將和頭盔瞄準具連動，此方面已經和AH-64AH-64阿帕契相當甚至功能更強。
- 2003年1月，AH-1Z完成了外圍擴展試驗總飛行時間超過400小時。
- 2003年5月，升級計劃已完成了1000小時以上的飛行試驗。[8]
- 2004年6月，一架AH-1Z經過一項降低紅外線熱源的改進後，可以減低被地面追熱飛彈擊中機率，還能減低引擎噴流對尾翼的耗損。
- 2005年8月，據洛克希德公司"鷹眼"瞄準系統業務經理Elmer說，公司為蝰蛇研制的目標瞄準器（TSS）的已經完成，預計下半年開始該系統評估試驗。TSS將裝置在高穩定的轉塔，可防止因飛機振動而影響畫面品質；這一問題在舊眼鏡蛇飛機上還是存在。TSS具多重鏡頭傳感能力，其中綜合了海軍陸戰隊特別需要的彩色電視鏡頭，還可以用雷射引導飛彈。

該計劃創新應用汽車業的「及時制度」（just in time）系統來生產，節約數十億美元的維護訓練、地面作業、支援設備以及零件等方面的費用。
升級特點如下：
- 防撞性被顯著提高，提升機員存活率
- T700-GE-401C發動機、絞鏈、配電系統..等85%零件取自其他機型現有，大幅減低生產和後勤成本
- 更加適合布置在儲存空間狹窄的海軍艦船上，這也是海軍陸戰隊一直鍾情而不願換AH-64原因
- 彩色LCD、任務電腦、先進通訊和導航，駕駛員大幅度降低工作量
- 更大的武器掛載翼，還可加掛空對空飛彈和地獄火2型
- 四旋翼佈局
- 新型頭盔瞄準具

早在2000年7月土耳其成為AH-1Z第一個確定的外銷客戶。土耳其計劃購買145架蝰蛇於2009年交付完畢。土耳其Tubitak-MAM集團與諾斯羅普公司的控制系統分部合作生產AH-1Z綜合航電系統。但不久後土耳其為了殺價而威脅要購買俄羅斯生產「卡-50-2」直昇機，不久後貝爾直昇機同意提新的報價。

## 衍生型
AH-1系列事實上可看作是UH-1（貝爾204）的衍生型号，正如大洋彼岸的蘇聯采用的直升機：Mi-24雌鹿直升機和Mi-8直升機/Mi-17直昇機的關系那樣。

### 單引擎
- 貝爾209型：原型機，安裝有可收起起落撬。
- AH-1G休伊眼鏡蛇（HueyCobra）：1966年為美國陸軍制造的最早量産型，裝有一具1,400shp Avco Lycoming T53-13渦輪發動機。
- JAH-1G休伊眼鏡蛇（HueyCobra）：武備試驗用機。
- TH-1G休伊眼鏡蛇（HueyCobra）：雙座雙控訓練機。
- Z.14休伊眼鏡蛇（HueyCobra）：AH-1G的西班牙海軍型号。
- YAH-1Q：
- AH-1Q休伊眼鏡蛇（HueyCobra）：可搭載BGM-71 TOW反坦克導彈的升級型号。
- YAH-1R：升級為一具T53-L-703引擎的升級型号。
- YAH-1S：升級為一具1,800shp T53-703渦輪發動機及TOW式導彈的升級型号。
- AH-1S ：升級為方形座艙蓋的升級型号。
- AH-1P：AH-1S的升級型号，升級内容為：複合材料槳葉、平闆玻璃座艙和TOW式導彈。
- AH-1E：AH-1S的第二階段升級版本：升級了增強型眼鏡蛇武器系統，其中主要是M35武器子系統（M195型20mm機炮）。
- AH-1F：美國陸軍的AH-1S、AH-1P和AH-1E眼鏡蛇的現代化改裝型，包含了之前所有的升級。
- 249型：4槳葉試驗型号。
- 309眼鏡王蛇攻擊直升機：裝載一具Lycoming T-55-L-7C引擎的試驗型号

### 雙引擎
使用雙引擎的眼鏡蛇直升機也被稱為AH-1超级眼镜蛇（SuperCobra）

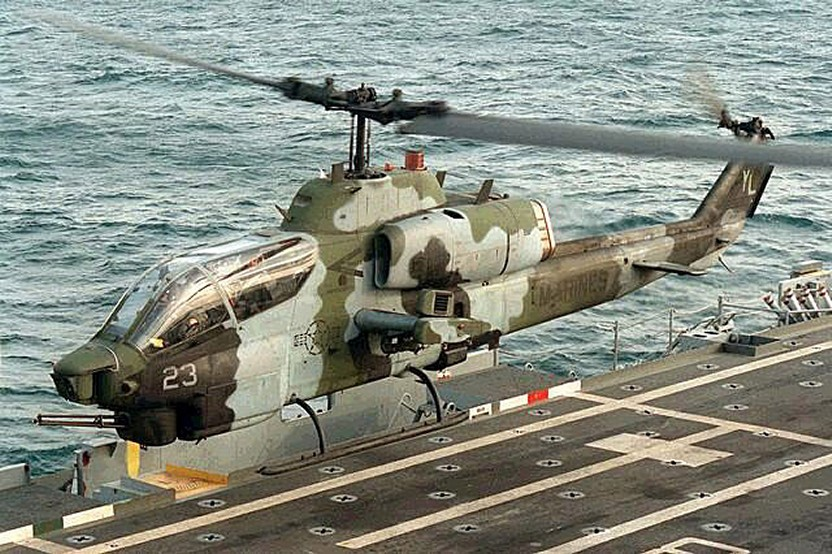
AH1W正從美國兩棲攻擊艦上起飛

- AH-1J海眼鏡蛇（SeaCobra）：最早的雙引擎版本。
- AH-1J國際版：AH-1J海眼鏡蛇出口型。
- AH-1T增強型海眼鏡蛇（Improved SeaCobra）
- AH-1W超級眼鏡蛇（SuperCobra）：（"W眼鏡蛇"）
- AH-1Z蝰蛇（Viper）：（"Z眼鏡蛇"）
- 309型眼鏡蛇王（King Cobra）：雙引擎試驗型。
- 眼鏡蛇毒液（Cobra Venom）：聯合王國的升級型版本。
- AH-1RO Dracula：羅馬尼亞的升級型版本。
- AH-1Z眼鏡蛇王（King Cobra）：
- Panha 2091：伊朗在運用逆向工程研究AH-1J國際版後的仿造版。

## 使用國
- 巴林
  - AH-1E（16架在役[11]）
  - AH-1F（12架在役[11]）
  - AH-1W（24架在役[12]）
  - AH-1Z（購買12架[13]）
  - TAH-1P（6架在役[11]）
- 智利
  - AH-1F（24架在役）
- 捷克
  - AH-1Z（訂購4架[13]）
- 伊朗
  - AH-1J（交貨202架）

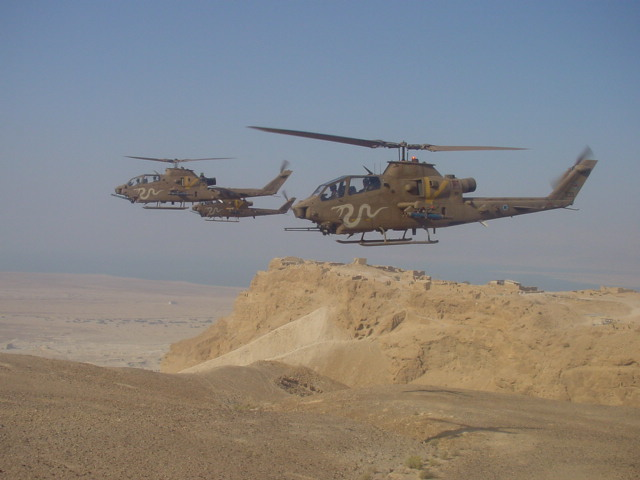
以色列也使用過AH-1S，但已經升級為AH-1F

  - Panha 2091（運用逆向工程研究AH-1J後仿製的版本）
- 以色列
  - AH-1F "Tzefa" צפע（約50架在役）

- 日本

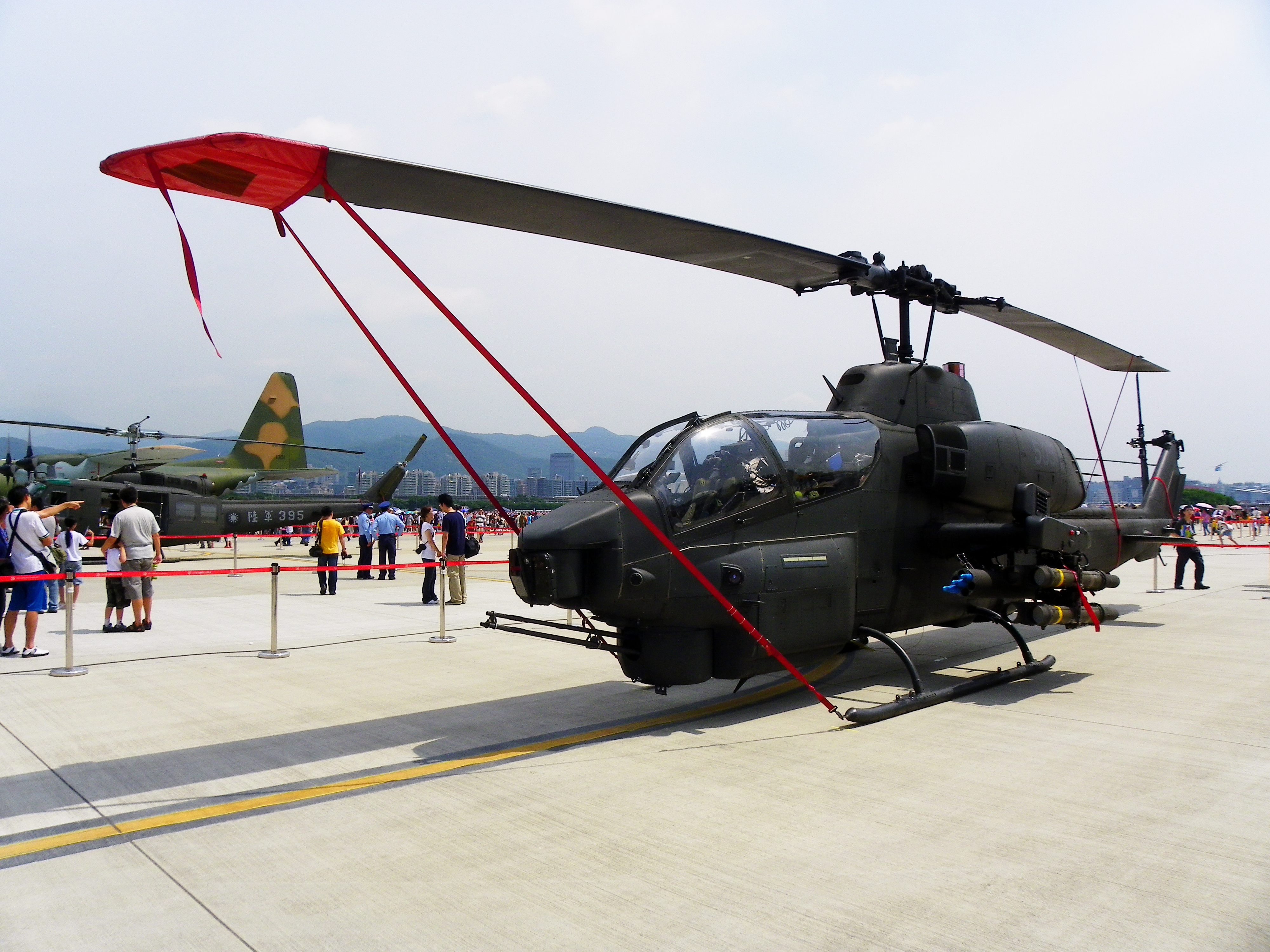
中華民國陸軍

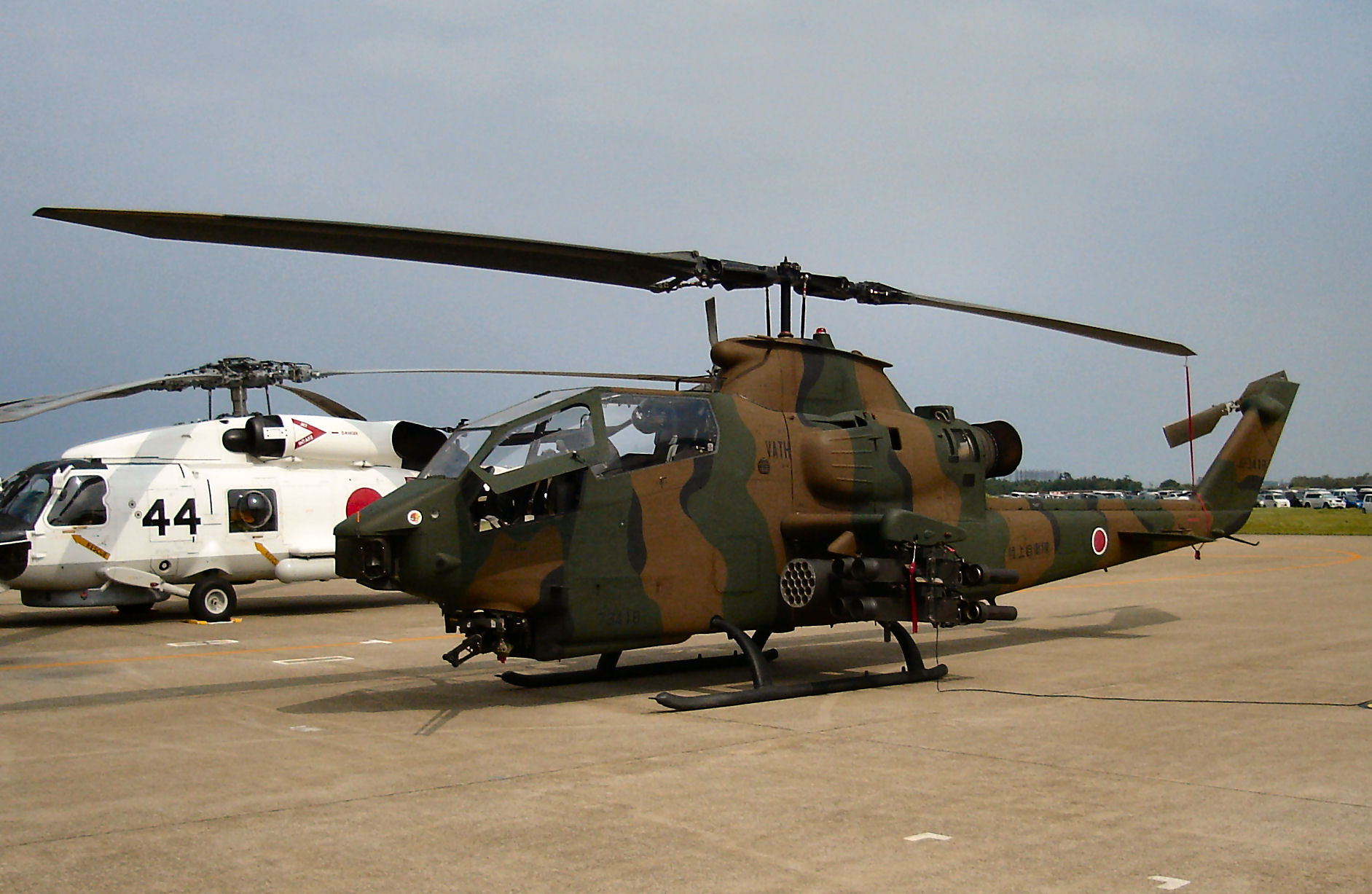
日本自衛隊AH-1S還是單引擎版，也未經過任何升級

  - AH-1S（由富士重工按授權制造，交貨90架）
- 约旦
  - AH-1F（33架,目前隻剩29架服役）
- 巴基斯坦
  - AH-1S（20架在役）
  - AH-1F（56架，44架 + 12架2007年增購）
  - AH-1Z（訂購15架[13]）

AH-1S與AH-1F為美國1984年至1986年軍援而得，2007年巴基斯坦向美方增購12架AH-1F，並於2010年3月增設第31、33、35戰鬥直升機中隊，下轄14架AH-1。目前外界所知於2008年1月2日與2010年2月10日有過失事紀錄，總共折損2架AH-1
- 大韓民國
  - AH-1S（交貨42架）
  - AH-1F（交貨20架）

- 西班牙
  - AH-1G（交貨8架）

由西班牙海軍操作，已退役。
- 中華民國
  - AH-1W（交貨63架，2架折損）

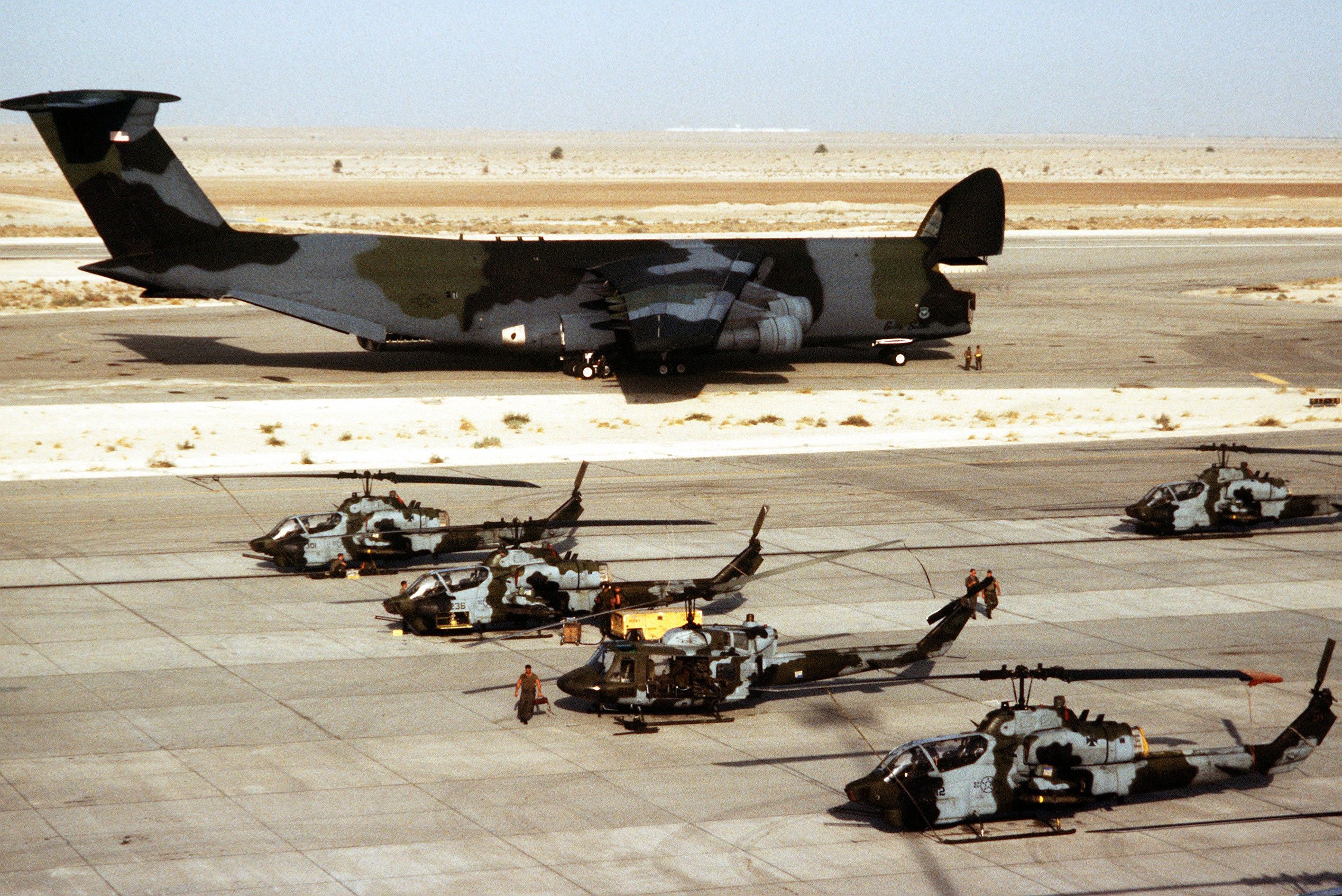
美軍透過銀河式運輸機，短期就能快速部署一批眼鏡蛇到前線支援陸軍

編制於中華民國陸軍航空特戰指揮部，以海外軍售方式於1992年引進42架，1997年引進21架，共編成2個攻擊直升機營分別於航空601旅與航空602旅所轄。目前失事紀錄為1999年7月17日與2008年7月16日，共折損2架AH-1W。
- 泰國
  - AH-1F（3架在役）
- 土耳其
  - AH-1W（9架在役）
  - AH-1P/S（交貨32架，在升級自我防衛與IAIA NTS瞄準系統時也進行了航電系統升級）

- 美国
  - 美國海軍陸戰隊
    - AH-1W（約交貨269架）
    - AH-1Z（交貨189架）

  - 美國海軍

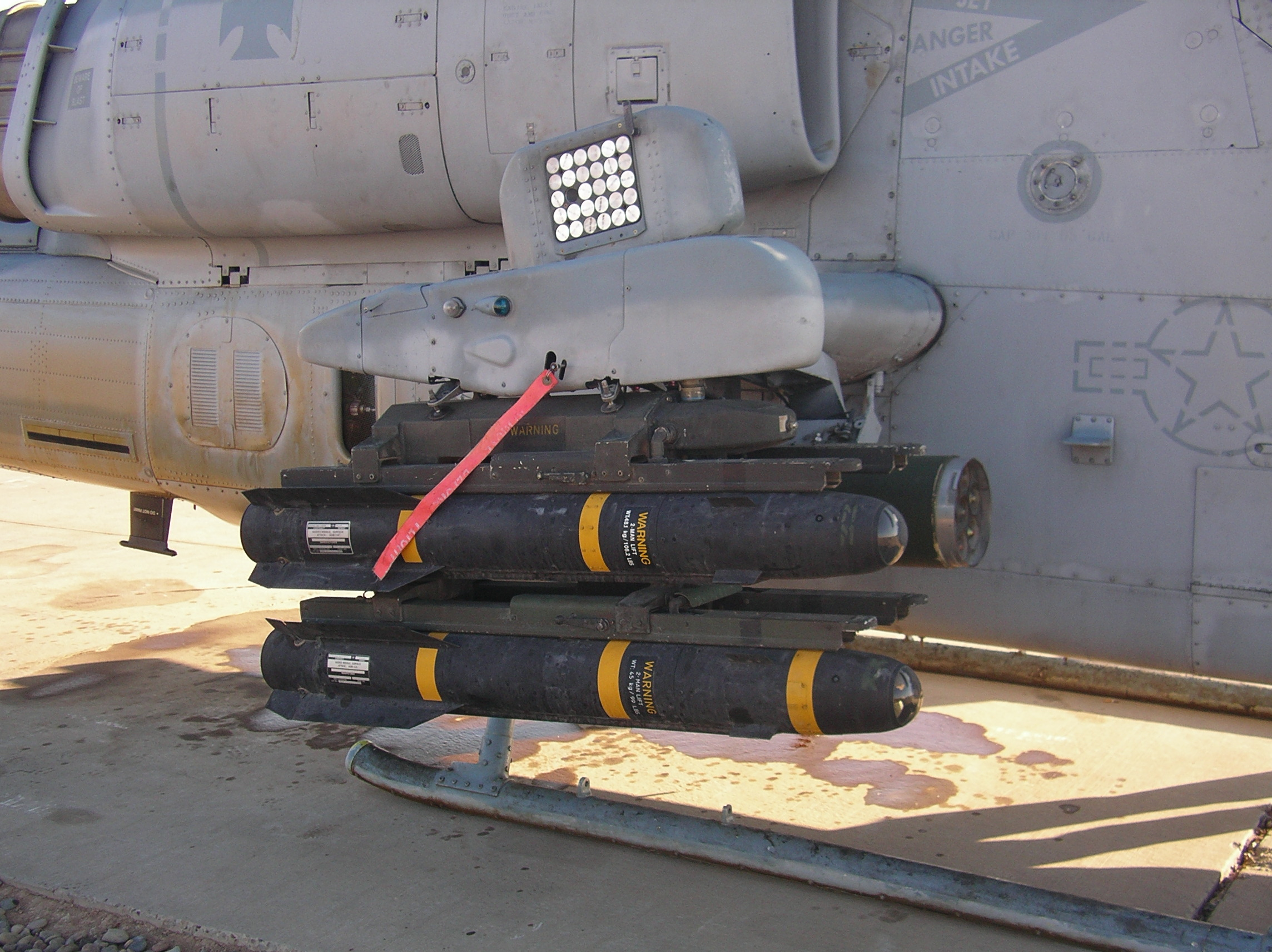
現役AH-1W掛載翼比蝰蛇短，武器量也較少

    - AH-1W（7架代表美國海軍陸戰隊測試及評估用機）

## 規格

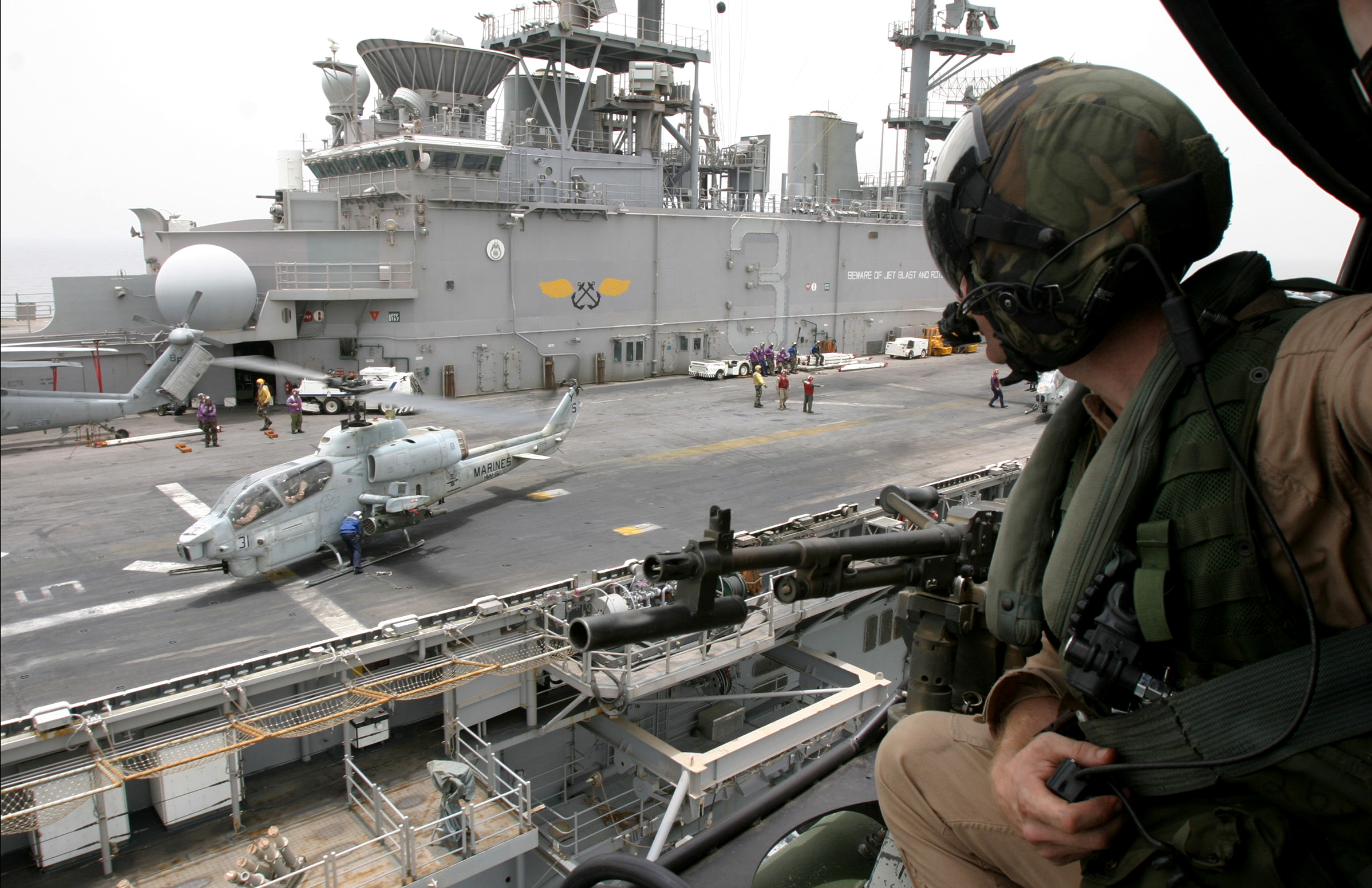
AH-1適合海洋氣候操作甲板空間也小，所以在海軍陸戰隊有不可取代性

### 單引擎

#### AH-1F「現代化」眼鏡蛇
基本信息
- 机组：兩名，駕駛員與CPG（副駕駛兼砲手）

性能
武器

AH-1F的三視圖

- M197三管20毫米加特林式機砲（備彈750發）
- 2.75英寸（70 mm）火箭彈14枚
- BGM-71拖式飛彈 - 左右各一個掛架，每個上可搭載2具導彈發射器，其中可裝載共4枚或8枚導彈

### 雙引擎

#### AH-1W超級眼鏡蛇
基本信息
- 机组：兩名，駕駛員與炮手雙槳葉主旋翼，雙槳葉尾旋翼

性能
武器

AH-1W超級眼鏡蛇三視圖

- M197三管20毫米加特林式機砲A/A49E-7炮塔（750發備彈）
- LAU-68C/A（7孔）或LAU-61D/A（19孔）2.75英寸（70毫米）九頭蛇70火箭彈發射巢
- 兩具四聯裝LAU-10D/A發射巢共8枚5英寸（127毫米）祖尼火箭
- BGM-71拖式飛彈使用雙聯裝發射器，每個掛點2枚,全機可掛載8枚
- AGM-114地獄火飛彈雙側小翼挂點共可挂載兩具4聯裝M272發射巢，最多8枚
- AIM-9響尾蛇飛彈雙側小翼掛點最多掛載兩枚
- AGM-65小牛飛彈翼下掛點最多四枚

## 流行文化
眼鏡蛇在20世紀80年代的賣座動畫片大英雄 (1983年電視劇)（G.I. Joe）中就出現過（片稱叫做“蜻蜓”），在電影火鳥出擊、鐵鷹、（Con Air）、魔鬼女大兵、魔鬼士官長、愛情向前衝、屍心瘋 (2010年電影)、正宗哥吉拉及中出現過。在電視上也有許多亮相，比如神探猛龍（Magnum P.I.）、執法悍將、德州巡警以及24 (電視劇)。
在美國陸軍把AH-1的多餘部件公開出售之後，個人就有可能自己組裝一架可以飛的AH-1F來用于電影拍攝。這也就解釋了為什麽眼鏡蛇在電影和電視中有如此多的露面機會（之後不久，美國陸軍銷毀了重要的多餘部件，也就防止了未經許可私自組裝AH-1的行為）。
AH-1Z蝰蛇在電腦遊戲战地风云2中作为美军的攻击直升机，在戰地風雲3和戰地風雲4作為美國海軍陸戰隊的攻擊直升機而出現。
AH-1多種型號出現在戰爭雷霆中的美國與日本自衛隊的直升機科技樹中，與休伊直升機、阿帕契直升機相接，成為其科技樹重要的一環。